# بيكون (لاعب كرة قدم)
بيكون هو لاعب كرة قدم برازيلي في مركز الدفاع، ولد في 6 فبراير 1976 في ساو باولو في البرازيل. لعب مع نادي أو إف كيه بيوغراد ونادي إمبراتريز ونادي إيتوانو ونادي ساو باولو ونادي شانغهاي بودونغ لكرة القدم ويونيكوس.

## وصلات خارجية
- بيكون (لاعب كرة قدم) على موقع قاعدة بيانات كرة القدم.إي يو (الإنجليزية)
- بيكون (لاعب كرة قدم) على موقع Soccerway.com (الإنجليزية)